# Chiropterotriton mosaueri
Chiropterotriton mosaueri es una especie de salamandra en la familia Plethodontidae.
Es endémica del norte de Hidalgo, México. Sólo ha sido encontrada una vez, en una cueva en zona de bosque de pino y roble a unos 2160 m s. n. m. Se reproduce por desarrollo directo.
Está amenazada de extinción debido a la deforestación de los bosques que rodean las cuevas, lo que genera la desecación de estas.